# Ford Indigo
O Ford Indigo é um carro conceito de 1996 desenvolvido pela Ford.

## Estilo
Inspirado nos carros de Fórmula Indy,  ele se destaca dos demais carros pela sua originalidade de estilo com uma "asa" na frente com um conjunto de luzes sobre essa "asa". Ele também não contem capota, e seus faróis em seus retrovisores.

## Motor
Dotado de um motor V12 feito a partir dos duratec V6.